# Mike Oldfield

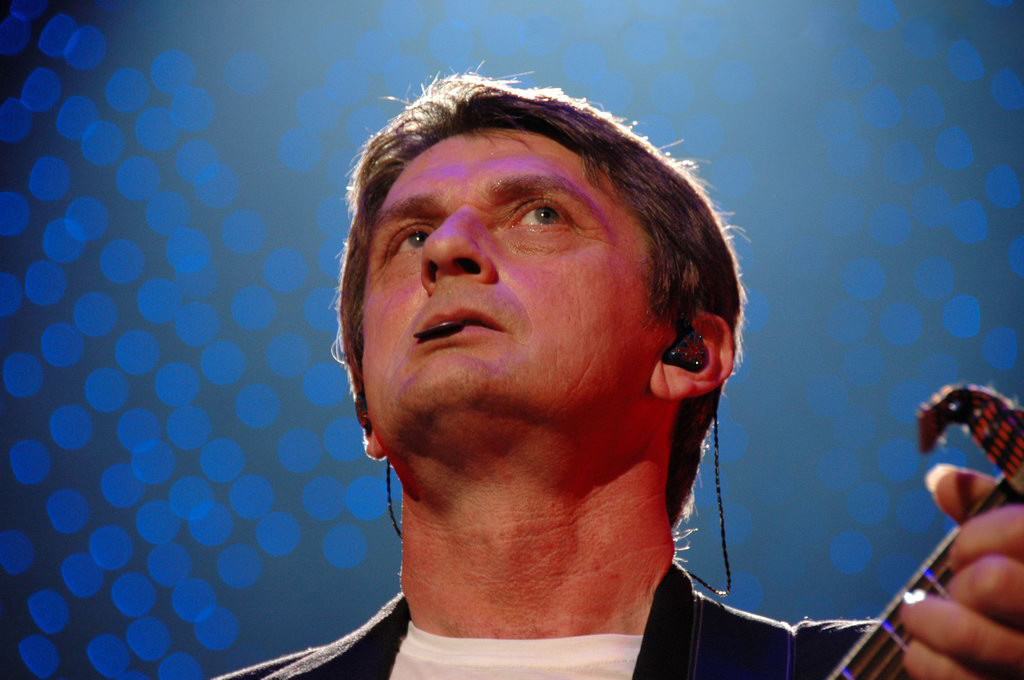

Michael Gordon "Mike" Oldfield, född 15 maj 1953 i Reading, Berkshire, är en brittisk rockartist, multiinstrumentalist och kompositör.

## Biografi
När Mike Oldfield var 15 år gammal bildade han tillsammans med sin äldre syster, Sally Oldfield, gruppen Sallyangie. De släppte ett album (Children of the Sun) innan gruppen upplöstes. Efter det bildade Mike tillsammans med sin äldre bror Terry Oldfield gruppen Barefoot, som dock upplöstes efter något år. 1969 anslöt Mike Oldfield till gruppen Kevin Ayers and the Whole World som gitarrist. Gruppen splittrades efter några år.
1972 skickade Mike Oldfield en demoversion av Tubular Bells till alla större skivbolag. Han spelade alla instrument själv på demoinspelningen (liksom senare på det färdiga albumet). Han fick nobben av samtliga; de tyckte inte att det lät tillräckligt kommersiellt. I stället kontaktades han av Richard Branson, som ägde en kedja av lågprisskivaffärer. Branson var mycket imponerad, men hade då inte ekonomiska medel att spela in skivan. Ett år senare beslöt han sig för att lansera ett nytt skivmärke och ringde därför Mike angående Tubular Bells som märkets första utgåva. Mike arbetade då som andre reservgitarrist i musikalen Hair. Branson och Mike skrev ett kontrakt på stående fot.
Albumet Tubular Bells kom ut i maj 1973. Musiken uppfördes också den 28 juni 1973 i Queen Elizabeth Hall i London. En mängd berömda musiker deltog i framförandet.
Fastän det var svårt att sätta en etikett på musiken blev albumet en stor succé; såväl allmänhet som recensenter var entusiastiska. Detta framgick tydligt av skivförsäljningen; hittills har över 16 miljoner album sålts över hela världen. Tubular Bells är därmed skivbolaget Virgins mest säljande album genom tiderna. Delar av musiken kom att användas i skräckfilmen Exorcisten. 
Året därpå, 1974, släppte Mike Oldfield ett album i samma stil, Hergest Ridge.
Oldfield har som regel använt sig av "inhyrda" vokalister på sina skivor. Ett undantag är Heaven's Open där han själv är sångare.
Hans mest kända låt är förmodligen Moonlight Shadow som släpptes i maj 1983 och var med på albumet Crises samma år. Sångsolist var Maggie Reilly som medverkat på många av Oldfields skivor. Låten finns också med på Maggie Reillys album There and back again, Best of Maggie Reilly (1998). 
27 juli 2012 framförde Oldfield delar av sin musikproduktion vid invigningsceremonin till OS i London 2012.
Mike Oldfield har sju barn. Han fick tre barn i början av 1980-talet med Sally Cooper. Under senare delen av samma årtionde fick han två barn  med den norska sångerskan Anita Hegerland. På 2000-talet gifte han sig med Fanny Vandekerckhove; de har tillsammans två barn.

## Utmärkelser
Asteroiden 5656 Oldfield är uppkallad efter honom.

## Diskografi

### Studioalbum
- 1973 – Tubular Bells
- 1974 – Hergest Ridge
- 1975 – Ommadawn
- 1978 – Incantations
- 1979 – Platinum
- 1980 – QE2
- 1982 – Five Miles Out
- 1983 – Crises
- 1984 – Discovery
- 1984 - The Killing Fields
- 1987 – Islands
- 1989 – Earth Moving
- 1990 – Amarok
- 1991 – Heaven's Open
- 1992 – Tubular Bells II
- 1994 – The Songs of Distant Earth
- 1996 – Voyager
- 1998 – Tubular Bells III
- 1999 – Guitars
- 1999 – The Millennium Bell
- 2002 – Tr3s Lunas
- 2005 – Light & Shade
- 2008 – Music of the Spheres
- 2014 – Man on the Rocks
- 2017 – Return to Ommadawn

### Livealbum
- 1979 – Exposed

### Soundtrack
- 1984 – The Killing Fields

### Samlingsalbum, Remixar o.d
- 1975 – The Orchestral Tubular Bells
- 1976 – Boxed
- 1985 – The Complete Mike Oldfield
- 1993 – Elements
- 1993 – The best of Mike Oldfield: Elements
- 1997 – XXV: The essential Mike Oldfield
- 2001 – The best of Tubular Bells
- 2002 – Thou Art in Heaven
- 2003 – Tubular Bells 2003
- 2006 – The Platinum Collection
- 2009 – Tubular Bells Digital Box Set (3CD)
- 2012 – Two Sides: The Very Best of Mike Oldfield
- 2012 – Music from the Opening Cermenony of the London 2012 Olympic Games (Vinyl maxisingle, limiterad 500 exemplar)
- 2013 – Tubular Beats